# HD 43318
HD 43318，又名BD-00 1234，SAO 133028、HR 2233，是一颗恒星，视星等为5.65，位于銀經209.27，銀緯-8.21，其B1900.0坐标为赤經6h 10m 29.1s，赤緯-0° -8.21′ 28″。